# Langenerling
Langenerling ist ein Gemeindeteil der Gemeinde Hagelstadt im Oberpfälzer Landkreis Regensburg.

## Geographie
Langenerling ist ein Pfarrdorf und ein Straßendorf, das sich 2,3 Kilometer entlang des Erlenbaches hinzieht. Es liegt auf einer Höhe von 349 m ü. NHN.

## Geschichte
Langenerling wurde zwischen 863 und 885 erstmals urkundlich erwähnt, Hagelstadt 842 und Gailsbach 888.
Von 1818 bis 1978 war Langenerling eine eigenständige Gemeinde, die außer dem gleichnamigen Pfarrdorf keine weiteren Ortsteile hatte. Die Gemeinde hatte eine Fläche von 936,50 ha. Am 1. Mai 1978 wurde die Gemeinde in die Gemeinde Hagelstadt eingegliedert. Bei der Volkszählung 1987 hatte Langenerling 362 Einwohner.